# Janet Yellen
Janet Louise Yellen (Nueva York; 13 de agosto de 1946) es una economista estadounidense de la Institución Brookings, doctorada por la Universidad de Yale en 1971, profesora de economía desde 1985 a 2006 y profesora emérita de la Universidad de California en Berkeley. Fue la vicepresidenta del Sistema de la Reserva Federal entre 2010 y 2014 y presidenta desde febrero de 2014 a febrero de 2018. Fue la primera mujer en dirigir la Reserva Federal. Fue secretaria del Tesoro de los Estados Unidos desde el 26 de enero de 2021 hasta el 20 de enero de 2025 bajo la presidencia de Joe Biden, siendo la primera mujer en ocupar dicho cargo.
Fue miembro de la Junta de gobernadores de la Reserva Federal entre 1994 a 1997 y de nuevo de 2010 a 2018. Entre 1997 y 1999, fue presidenta del Consejo de Asesores Económicos de la Casa Blanca bajo la presidencia de Bill Clinton. Fue presidenta del Banco de la Reserva Federal de San Francisco de 2004 a 2010. 
En 2014, fue nominada por el presidente Barack Obama para suceder a Ben Bernanke como presidente de la Reserva Federal de los Estados Unidos. Fue presidenta de la Reserva Federal durante un período de cuatro años, de 2014 a 2018, y no fue reelegida por el presidente Donald Trump.
Además de sus continuas contribuciones al campo de la economía, también se destaca por haber derribado muchas barreras de género como mujer en el campo.
El 23 de noviembre de 2020, el presidente electo Joe Biden, la nominó para ocupar la jefatura del departamento del Tesoro de los Estados Unidos. El 25 de enero de 2021,  fue confirmada por el Senado de los Estados Unidos, como la nueva secretaria del Tesoro de los Estados Unidos, convirtiéndola en la primera mujer que es elevada al cargo.

## Trayectoria
Fue nombrada por Barack Obama como presidenta del Sistema de Reserva Federal, convirtiéndose en la primera mujer en ocupar este cargo. Anteriormente fue vicepresidenta de la Junta de gobernadores del Sistema de la Reserva Federal; presidenta y directora ejecutiva del Banco de la Reserva Federal de San Francisco; presidenta del Consejo de la Casa Blanca de Asesores Económicos del presidente Bill Clinton; profesora de la Universidad de Harvard entre 1971 y 1976; profesora de la London School of Economics and Political Science entre 1978 y 1980; y profesora emérita de la Escuela de Negocios Haas en la Universidad de California en Berkeley, donde enseña desde 1980. Su marido es George Akerlof, economista galardonado con el Premio Nobel de Economía de 2001.
Al contrario de otros directores, en la junta de gobernadores de la Reserva Federal en diciembre de 2007 afirmó que las posibilidades de una contracción de crédito en desarrollo y la caída de la economía en recesión aparecían como demasiado reales", enfrentándose al presidente de la Reserva Federal de Nueva York, William Dudley, que sostenía que "el miedo había disminuido" y el riesgo de crisis hipotecaria había aminorado, posición que la realidad desmintió, pero que era defendida por casi toda la dirección del banco central.
En 2014 ocupó la posición número 6 de la lista de personas más poderosas del mundo de la revista Forbes.
En 2020 Joe Biden la propone para ocupar el puesto de Secretario del Tesoro de los Estados Unidos.

## Filosofía económica
Yellen es considerada por muchos en Wall Street como una "paloma" (más preocupada por el desempleo que por la inflación) y como tal es menos probable que abogue por los aumentos de las tasas de interés de la Reserva Federal, en comparación, por ejemplo, con William Poole Presidente de St. Louis Fed) un "halcón". Sin embargo, algunos predicen que Yellen podría actuar más como un halcón si las circunstancias económicas lo dictan.
Yellen es una economista keynesiana y aboga por el uso de la política monetaria para estabilizar la actividad económica a lo largo del ciclo económico. Ella cree en la versión moderna de la curva de Phillips, que originalmente era una observación sobre una relación inversa entre el desempleo y la inflación. Yellen dijo en su audiencia de nominación a la vicepresidencia de la Junta de Gobernadores de la Reserva Federal, que "la versión moderna del modelo de la curva de Phillips -relacionando los movimientos de la inflación con el grado de holgura de la economía- tiene sólidos apoyos teóricos y empíricos".
En una reunión de 1995 del Comité Federal de Mercado Abierto mientras prestaba servicios en la Junta de Gobernadores del Sistema de la Reserva Federal, Yellen declaró que ocasionalmente permitir que la inflación subiera podría ser una "política sabia y humana" si aumenta la producción. En la misma reunión también declaró que cada reducción porcentual en la inflación se traduce en una pérdida del 4,4 por ciento del producto interior bruto.